# Clavioline
O clavioline é um instrumento musical, um teclado eletrônico que pode ser considerado o predecessor do sintetizador. Consiste de um teclado e uma unidade de amplificação e alto-faltantes. O teclado normalmente abrange a extensão de três oitavas, e possui uma série de chaves que alteram o tom do som gerado, além de produzir outros efeitos como o vibrato.
Vários modelos foram produzidos por diferentes fabricantes desde que foi introduzido, no final da década de 1940, até o início dos anos 70, quando foi superado pelo sintetizador.

## Gravações
O clavioline foi utilizado em inúmeras gravações de música popular como, por exemplo, na canção Baby, You're a Rich Man dos Beatles.